# عصابة القراصنة! التعساء
عصابة القراصنة! التعساء (بالإنجليزية: The Pirates! In an Adventure with Scientists)‏ هو فيلم بريطاني أمريكي للرسوم المتحركة بإيقاف الحركة ، من إنتاج استوديو التصوير السينمائي آردمان أنيمشنز بالشراكة مع سوني بيكتشرز أنيميشن. كان من إخراج بيتر لورد.

## القصة
تدور أحداث الفيلم في عام 1837. يحلم الكابتن القراصنة (هيو غرانت) بحلم كبير: الفوز بجائزة «قرصان العام» ، والفائز هو من يتمكن من سرقة المزيد. لكن لديه منافسون كبيران في هذا النزاع ، بلاك بيلامي (جيريمي بيفن) وليز بيريغوسا (سلمى حايك). بعد عدة محاولات فاشلة لنهب السفن ، انتهى الأمر بقبطان القراصنة بمقابلة تشارلز داروين (ديفيد تينانت). يدرك تشارلز أن ببغاء الكابتن القراصنة هو في الواقع طائر Dodo ، حيوان منقرض. عند اكتشاف أن حيوانه الأليف نادر ، يدرك الكابتن أن هذا الاكتشاف يمكن أن يزوده بالأمجاد والذهب والجوائز وحتى صداقة الملكة فيكتوريا آنذاك (إميلدا ستونتون).

## وصلات خارجية
- عصابة القراصنة! التعساء على موقع IMDb (الإنجليزية)
- عصابة القراصنة! التعساء على موقع ميتاكريتيك (الإنجليزية)
- عصابة القراصنة! التعساء على موقع الموسوعة البريطانية (الإنجليزية)
- عصابة القراصنة! التعساء على موقع روتن توميتوز (الإنجليزية)
- عصابة القراصنة! التعساء على موقع نتفليكس (الإنجليزية)
- عصابة القراصنة! التعساء على موقع ألو سيني (الفرنسية)
- عصابة القراصنة! التعساء على موقع Turner Classic Movies (الإنجليزية)
- عصابة القراصنة! التعساء على موقع أول موفي (الإنجليزية)
- عصابة القراصنة! التعساء على موقع بوكس أوفيس موجو (الإنجليزية)
- عصابة القراصنة! التعساء على موقع فيلمافينيتي (الإسبانية)